# Vion, Ardèche
Vion är en kommun i departementet Ardèche i regionen Auvergne-Rhône-Alpes i sydöstra Frankrike. Kommunen ligger  i kantonen Tournon-sur-Rhône som ligger i arrondissementet Tournon-sur-Rhône. År 2022 hade Vion 932 invånare.

## Befolkningsutveckling
Antalet invånare i kommunen Vion
Referens: INSEE